# Mons Esam
Der Mons Esam ist ein Berg auf dem Erdmond. Sein Name wurde 1979 von einem arabischen Männernamen abgeleitet. Er liegt im nördlichen Teil des  Mare Tranquillitatis, nordwestlich des kleinen Kraters Lucian.
Unmittelbar südlich liegen die Krater Diana und Grace.